# Romelândia
Romelândia este un oraș în Santa Catarina (SC), Brazilia.